# Dva t. č. v zel. hl. dvě veselé nekuř.
Původní televizní povídka Dva t. č. v zel. hl. dvě veselé nekuř. je krátkometrážní komedie, natočená režisérem Karlem Smyczkem dle scénáře Alexandry Berkové. Snímek vyrobila roku 1985 Hlavní redakce vysílání pro děti a mládež Československé televize Praha.

## Děj
Dvojice kamarádek-učnic ze sklárny hledá muže svých snů a odpoví na novinový inzerát, a dva kluci-branci za nimi přijedou. Následně propukne souboj o samce, souboj vpravdě na život a na smrt; teď už bývalé kamarádky se nezdráhají použít intriky a podrazy silného kalibru. Pomluvy však způsobí, že se oba kluci promptně ztratí. Obě zhrzené slečny si padnou s pláčem do náručí; po vzájemném usmíření se mohou vrhnout vstříc novým milostným dobrodružstvím, opět na inzerát.

## Obsazení

### Hlavní role
| Alice Chrtková     | Květa |
| Kateřina Pindejová | Jana  |
| Jiří Langmajer     | Ondra |
| Michal Suchánek    | Jirka |

### Vedlejší role
| Lucie Juřičková | Liduš              |
| Jiří Hálek      | sklářský mistr     |
| Lukáš Vaculík   | student na exkurzi |

## Tvůrci a štáb
- Režie: Karel Smyczek
- Dramaturg: Ivo Pelant
- Kamera: Kristián Hynek
- Hudba: Zdeněk John
- Zvuk: Pavel Dvořák
- Střih: Zdenek Patočka
- Vedoucí výrobního štábu: Jaroslava Srbová
- Pomocný režisér: Magda Ratajová
- Výtvarník dekorací: Milan Starý
- Výtvarník kostýmů: Věra Fáberová
- Masky: Zuzana Báťková, Věra Pokorná

## Technické údaje
- Premiéra: 31. května 1986
- Výroba: Československá televize Praha, Hlavní redakce vysílání pro děti a mládež, © 1985
- Barva: barevný
- Formát obrazu: 4:3
- Jazyk: čeština
- Délka: cca 37 minut

## Zajímavost
- Snímek vznikl během natáčení seriálu Třetí patro týchž tvůrců.